# Archélaos (Sparte)
Pour les articles homonymes, voir Archélaos.
Archélaos (en grec ancien Άρχέλαος) est le fils et successeur d'Agésilas Ier, roi de Sparte.

## Notice historique
Il est le 7e roi de Sparte ; sa famille, les Agiades, prétendait descendre d'Héraclès du VIIIe siècle av. J.-C. Il était de la famille des Agiades. De concert avec Charilaos, roi de l'autre branche, il dirige une expédition qui permet de s'emparer d'une ville voisine de Sparte et réduire en esclavage ses habitants.